# 僕の中の少年
『僕の中の少年』（ぼくのなかのしょうねん）は、1988年10月19日に発売された山下達郎通算9作目のスタジオ・アルバム。

## 解説
アナログからデジタルへのレコーディング機材の変化への対応は、前作『POCKET MUSIC』完成後も依然として解決できていない課題であった。
デジタルへの移行に伴って録音の解像度が急激に向上したために、アナログマスターテープへの録音において構築した方法論が全く通用せず、これからは自分が満足できる音楽を作ることが不可能になると思うほどであった。一度はデジタル録音を放棄しアナログ録音に回帰することまで考えていたという。
実際、アナログ 16トラックのマルチトラックレコーダーをスタジオに導入し、いくつかの曲ではレコーディングに使用していた。しかしそれは、コンテンポラリーな音楽を制作する上で、その時点で使い得る最新の技術で制作するという山下自身のポリシーと相容れないため、完全にアナログ録音へ戻ることにも踏み切れなかった。
そんな時、マスタリングレコーダーとして用いられていたSONY PCM-1610がPCM-1630へと移行したことで音質が向上した。これにより、山下が感じていたデジタル録音への違和感がかなり解消されたため、山下はアナログで録音していた楽曲をデジタル機材を用いて再録音して本作の発売に至った。
労作となった背景には音作りに加え、アルバムの制作方針も影響したという。
「まりやの『REQUEST』は非常に作家的なアルバムで、ああいうタイプのものは楽しんでできるから、むしろ作りやすい。でも、『POCKET MUSIC』やこの作品は自分のアイデンティティというか、思想的なものを滲ませたいと目論んだから、その分、苦労せざるを得なかった。『POCKET MUSIC』でシンガー・ソングライター的というか、内省的な方向に向かっていったわけだけど、楽曲主体の作家的なアルバムの方が遥かに作りやすいんだ。そうしたアルバムの編曲にはヘッド・アレンジも多くて、ミュージシャンの演奏に依存する部分もかなりあったんだよね。でも、自分のアルバムの場合は僕なりの編曲的な意図があって、そこで自分の持ち味を出そうと思っていたから、音作りには微妙なニュアンスが要求される。けれど、そういうニュアンスがデジタル・レコーディングになってなかなか上手く出せなくなってしまっていた」と振り返っている。
アルバム・タイトルとなった“僕の中の少年”は、ちょうど長女が誕生した頃に作られた曲で、「レコーディング前からタイトルが決まっていたなんていうのは、このアルバムと『POCKET MUSIC』くらいだものね」と、アルバム制作の構想段階で既にこのテーマとタイトルでいくことを決めていたという。自身にとって子供の誕生はプライベートな要素として非常に大きく、そうした意味からも“シンガー・ソングライターによるコンセプト・アルバム的な作品”だとし、「僕がこうしたコンセプト・アルバム的なものを作る時、常に想起しているのは、リチャード・ハリスの『A Tramp Shining』やムーディー・ブルースの『Days Of Future Passed』などなんだ。僕はああいうアルバムに首まで浸かって育ってきたから、コンセプト・アルバムというものに憧れを抱いている。でも、日本ではあまり受けないんだよね」と語っている。
本人の制作意図とは裏腹に、当時のスタッフは“夏だ、海だ、タツローだ”路線の継続を目論んでおり、思惑が一致していなかったという。30代半ばを迎えようとしている時期にあって、スタッフが強く推し進めた先行シングル「踊ろよ、フィッシュ」の不振、そしてスタッフから「そろそろ落ち目なのだからリスキーだ」とされた「ゲット・バック・イン・ラブ」のヒット。そして、自分の中の大人と子供。そうした様々なせめぎ合いがこのアルバムには反映されているという。しかし同時に「周囲から『人気も盛りを過ぎた』と感じられていたからこそ、今のうちにこういうアルバムを作って、ある程度格好がつけばいい」という思いもあったという。体調面や人間関係、ミュージシャンの人選など、このアルバム発表後のコンサート・ツアー『PERFORMANCE '88-'89』は常に演奏に不満を抱えながら、シュガー・ベイブ以来の辛い精神状態の中でツアー日程を乗り切ったが、本当に疲れ切ってしまったと振り返る。
「これからはもう少し楽にやらないと身体が持たないと思って、『ARTISAN』ではコンセプトを変えたわけ。もうちょっと作家主義・楽曲主義にしよう」と、当時の機材の性能の問題や自身の健康上の問題から苦労も少なくなかったが、作品自体の不満は無いと語っており、「もう今は成熟しすぎてしまっていて、この作品のようなアルバムは二度と作れないだろう」という。また「思うのは、ヒットのみを狙って作った音楽というのは、最終的にはダメなんだよね。ヒット・チャートに対する心のどこかでのクエスチョン・マークというか、消費されることに対するためらいとか抵抗感を持っていないと、結局はダメなんだ、ということが、10年後によくわかりましたよ」と、改めて思い知ったという。
本作は『FOR YOU』などと比べれば知名度は低いが、ファンクラブで好きなアルバムのアンケートでは1位となり、特にアルバム発売当時20代前半であった層からの支持が高いという。
2020年には山下監修によるリマスター盤『僕の中の少年 (2020 Remaster)』が、『POCKET MUSIC (2020 Remaster)』と同時発売された。

## パッケージ、アートワーク
アルバムの半透明帯には以下のキャッチコピーが記載されている。

## 収録曲

### SIDE A
1. 新（ネオ）・東京ラプソディー
もとは『POCKET MUSIC』のストック。「歌詞が浮かばず、夏の暑い日に都心環状線を2周して構想を考え、（目黒線の）天現寺で下り、有栖川公園で車を停めてアウトラインを書き、家に帰って膨らませた」と語っている。また、曲のタイトルを決めた時に「東京ラプソディ」の一節を曲の最後に入れる事を思いついたが、著作権法確立前の昭和11年（1936年）の曲のため、高額なロイヤルティーを要求され、一時はどうなることかと思った、とも語っている。このアルバムを制作していた頃は、ビデオや上映会通いなどで戦前の日本映画を数多く観ていた時期で、そこから生じた昭和初期の文化へのシンパシーと、異なる時代を生きる自分と照らし合わせてみたいとの思いから、この曲を作ったという。また、フレディ・ハバードのアルバムを聴いてフリューゲルホーンが入った曲を作ろうとしたが、途中でハーモニカも加えることにしたという。後に「The Girl In White」とのカップリングでシングル・カットされたほか[注釈 3] 、TBS「東京シティハーフマラソン」のテーマソングに使用された[3]。1991年の再発リマスター盤からエディット・ヴァージョンに差し替えられている（表記無し）。
2. ゲット・バック・イン・ラブ -Get Back In Love-
もとは鈴木雅之のアルバム『Radio Days』の時にモチーフを書いた曲。しかし、鈴木の担当ディレクターから「この曲は自身でやったほうがいいですよ」と進言されたことから、自身でレコーディングをすることとなった。TBS系列ドラマ『海岸物語 昔みたいに…』テーマ曲として先行シングルカットされ、「RIDE ON TIME」[注釈 4]以来7年ぶりにベスト10に入るスマッシュヒットとなった。山下によると、当初周囲のスタッフはバラードナンバーのシングルカットに難色を示していたそうだが、「もう34歳にもなるんだから、バラードでしか絶対ヒットは出せない」と譲らなかったところへ、タイミングよく事務所社長の小杉理宇造がドラマ・タイアップの話を持ってきた。気合を入れて作っただけに、アレンジ、オケ、共に満足のいく出来に仕上がった、としており「自分の曲の中でも5本の指に入る出来」と語っている。このアルバムの中での位置づけについては「コマーシャル的な意味では、このアルバムは<ゲット・バック・イン・ラブ>によって成立している、といってもいいね。アルバム全体は地味だけど、このベストテン・シングルが入っているおかげでどうにか成立している、というか」と説明している。アルバム収録に際し、再レコーディングされている[3]。
3. The Girl In White -ザ・ガール・イン・ホワイト-
サントリーホワイトのCMソングのオファーを受け、書き下ろされた作品。当時、サントリーホワイトのCMには1970年代のサミー・デイビスJr.を筆頭に黒人シンガーが出演していたが、サントリーのスタッフから「黒人のア・カペラ・グループを起用したいのだが、現役のグループで良いグループは?」とアドバイスを求められ、「現役のグループだとパースエージョンズか 14カラット・ソウルくらいじゃない?」と答えたところ、後日、「14カラット・ソウルからOKが出た。できればついでに曲を書いて欲しい」ということになり、制作された。英語詞はアラン・オデイで、“Girl In White”のコピーはもともとサントリー広報部側からの指定。14カラット・ソウルのシングルもリリースされ、アルバムにも収録された。曲については「言ってみれば、テクノによるディオンという感じかな」と語っている[3]。後にシングル「新・東京ラプソディー」[注釈 3]のカップリングに収録された。
4. 寒い夏
「ジミー・ウェッブみたいな曲（極端なまでに飛躍する転調を前面に出した曲）を書こうと思ってたんだけど、いざ曲を作り始めたら、そんな感じじゃなくなってしまった」と語っている。基本となるリズムは全て山下による演奏だがテンポが遅くなったため、ミックスの時にテープ・スピードが若干早められている。
ストリングス・アレンジは服部克久。歌詞に苦労し結局、竹内まりやに依頼している。曲自体はお気に入りだと語っている[3]。
5. 踊ろよ、フィッシュ
全日空の沖縄キャンペーンのイメージ・ソングとして書き下ろされた曲で、一連の夏路線の最後となる一曲[4]。「山下達郎の夏向けのヒットを再び出そう」という、スタッフ14〜5人のプロジェクト・チームのブレインストーミングでまず「踊ろよ、フィッシュ」のタイトルが決められ、代理店のOKをもらったという。転調や細かいメロディの部分のコード・プログレッションのセンスは結構渋目にまとめられており、曲自体は嫌いではないが「ともかくこの頃の僕は、こういう曲調をやりたいという心境じゃなかったんだ」と語っている。結果、CM自体、営業的な仕切りの悪さもありオンエア数を伸ばす事が出来ず、シングルもヒットとは言い難い結果となった。当時の心境を山下は「スタッフは何とかこの曲をヒットさせようとしていたんだけど、僕一人だけ妙にクールだった」と振り返っている[3]。オリジナル・シングル・ミックスはエコーが効きすぎて好きではなかったため、アルバム・ヴァージョンではエコーを少なくすることで音圧を出したが、後に『TREASURES』制作過程で、エコーの問題はこの時のマスタリングが原因であったことが判明。アルバム収録に際し歌詞が一部変更されている。

### SIDE B
1. ルミネッセンス -Luminescence-
曲の概要については「このアルバムはアナログ盤で言うと“明るいA面、大作のB面”という感じでして、この曲はB面の1曲目だけど、自分では好きな曲の1つだね。ただ、もし今この曲をやるとしたら、もっと音数を減らすだろうけど。“ジミー・ジャム & テリー・ルイス風”というか、こういうワン・コードの同期もののファンクをやってみたくて」としている。歌詞については「この曲も歌詞が難しかった。（中略）これは星の歌なんだけど、夜遅くにレコーディングを終えて家に戻って、飼い犬を散歩させてたの。朝の3時か4時に犬を散歩させていると、夏なのにオリオン座が見えたんでビックリしたんだよ。冬の星座が夏に見えるなんてと思ったんだけど、よく考えると“夏の”だの“冬の”っていうのは夜の7時とか8時ころに見える星座を基準にしてるだけの話でね。よし、オリオンが出てくる歌を作ろう、と思ったんだ。歌詞はとても抽象的」と語る。曲に関しては音を入れ過ぎたと自戒している。なお、この曲のミックス・ダウンの時には、通販で購入したプラネタリウムのおもちゃをスタジオに持ち込んで、天井に星を映しながら作業をした思い出があるという[3][5]。
2. マーマレイド・グッドバイ -Marmalade Goodbye-
1988年のホンダ・インテグラのテレビCMのために制作された曲で、同車のCMソングとしては「風の回廊（コリドー）」「僕の中の少年」「FIRST LUCK」に続く4作目となる。曲の概要について「この頃はこういう感じの16ビートの曲想に凝っていた。歌詞は珍しくデモ・テープの段階で出来上がっていて、シングル・リリースの話もあったんだけど、<ゲット・バック・イン・ラブ>が売れたので、まぁいいやという事になった。歌詞はジャック・ニコルソンの主演した『ファイブ・イージー・ピーセス』（1970年）って映画があるじゃない? ああいうイメージから始まった。だから、一種のホーボー・ソングというか。だけど、日本の場合だと土地も狭いし、欧米のイメージをそのまま持ち込んだら、凄く陳腐になってしまう。ありもしないロードやハイウェイを歌ってもしょうがないし、そういうものじゃなくて“心の中のホーボー・ソング”というか、要するに一つの場所に安住できない人の心というのは、洋の東西を問わないから、そういう心情を描いた曲を作りたかった。日本だって“精神的な面でのホーボー”はアメリカと違う形で存在する。例えば松尾芭蕉や種田山頭火なんかもそうで、そういう“心が放浪を欲する人間の歌”を書こう、と思ったんだ」と語っている。詞の出来については満足しており、特に2番の歌詞は山下自身のキャラクターが反映されている、という。ただ、この曲はライブだとこのグルーヴ感が出せず、ツアーに向けて何度もトライしたが結局、断念したと語っている。本作収録曲のいくつかはアナログ・レコーディングで当初制作されているが、この曲もその一つ。収録されているテイクはデジタル・レコーディングで再度やり直されたが、渕野繁雄のサックス・ソロはアナログ・レコーディングでのテイクがあまりに良かったために、このソロだけそのままデジタルマルチに移されている[3]。
3. 蒼氓（そうぼう）
後にオールタイム・ベスト『OPUS 〜ALL TIME BEST 1975-2012〜』[注釈 5]に収録された。JACCSカード『「由佳と和也」編』（1996年）挿入曲、及び、PlayStation 4用ゲーム『龍が如く6 命の詩。』（2016年、セガゲームス）主題歌[6]。山下は「僕は80年代前後によくL.Aに行ってたんだけど、KJLHというFM局があって、80年代前半にLAに行った時、毎日ラジカセでそのFM局の番組を録音しておくの。で、日本に帰ってきてから、そのテープを聴いてみたらえらくいい曲があったんだよね。でも曲名の紹介が入ってなくて、誰が歌ってるのか、なんてタイトルの曲なのか全然わからなかった。結局そのテープはどっかに消えちゃって、わからないんだけど、ともかくその曲の雰囲気がずっと頭に残っていて、そんな感じでつくりたいと思った。出来上がりは全然違うものになったけど」という。曲制作の動機については、「僕の中にはゴスペルに対する憧憬が昔からすごくあるんだけど、ゴスペルとは宗教と不可分だからホーボー・ソングとはまた違った精神的な要素が強い。僕は10代の時からアメリカの音楽を浴びるように聴いて育ったわけだけど、アメリカの音楽はキリスト教と密接に繋がっているから、ラスカルズとかカーティスとかにのめり込んでいけばクリスチャニティに対して漠然とした共感を抱くようになるのは当然で、極端な事を言えば僕はクリスチャンになろうと思えば、いつでもなれるんだ」。また、それには幼少期、カトリック系幼稚園に通っていて賛美歌などを日常的に歌っていたことや、両親が共働きである中、当時の担任の幼稚園教諭が休日に『聖衣』、『十戒』といったキリスト教や聖書を題材としたスペクタクル映画を観に連れて行ってくれた、など、本当に身近な体験も下地として大きく影響しているという。「大人になってゴスペルをたくさん聴くようになった時、当然、その背景としてのキリスト教を意識せざるをえなかったし、音楽が宗教的なものを背景にして何倍にも力が増幅される、その力を考えるようになった。日本では今でもそうだけど、ブラック・ミュージックといっても、いつも形式をなぞる程度で終わってしまう。そのせいかどうか、自分の知る限り、日本では“ゴスペルが好きです”という人の音楽なのに、どこか排他的というか、突き放すような冷たさを持っていたりするものが多い気がする。でも僕は、前々からゴスペルの本質は包容力だと思い続けてきた。で、なんとかゴスペルの持つクリスチャニティのような見知らぬ誰かと喜怒哀楽を共有できるような音楽を作りたいと思い続けてきた。この事が<蒼氓>を作ったそもそもの動機なんだ」と語る一方で、突き詰めて考えると、この曲を制作する直接の動機になったのはYMOの出現であったという。「YMOを取り巻く文化人的なものが、日本のポピュラー音楽をダメにするんじゃないかって、真剣に思ってたの。YMOの音楽的背景ではなく、主として文化人的な側面によって、日本の音楽が変えられるんじゃないかという恐怖感があった。で、それに対して僕が打ち出したテーゼが“反文化人音楽”。もっとも今から考えると、それを1人で担ってもしょうがなかったんだけど。要するにあの頃の僕は若かったんだね。だけどこの頃からだんだん自分の人間に対する見方というものを自覚するようになった。僕は、日本の映画監督では小津安二郎や山中貞雄が好きで、その理由を考えると“人間に対する視線の違い”なんだ。人を見つめる視線の優しさというか。その意味ではYMO現象は、僕にその事を分からせてくれた出来事だった」と振り返っている。こうした山下自身の思想信条の音楽的表現、「無名性、匿名性への熱烈な賛歌」として、この曲は「ひとつの到達点だった」とも語っている。曲のエンディングについて「レコーディングが始まって、エンディングはユニゾンのラララ・コーラスで終わるのがいいんじゃないか、と思って。で、だったら桑田君の夫婦に声をかけてみよう、ということになった。で、うち（の夫婦）と桑田君の夫婦（桑田・原由子）の4人で歌う事になったわけ」と、しており「桑田君の無垢でエモーショナルな歌声がこの曲を一層荘厳なものにしている」とも語っている。このアルバムの発売以降、ライブでこの曲を演奏する際、観客へ向けて「本来皆さんにこんなことをお願いしないんですが、大事な楽曲なので」と、ユニゾン・コーラスへの参加を呼び掛ける場面も見られるようになった。その様子はライブ・アルバム『JOY –TATSURO YAMASHITA LIVE–』[注釈 6]に収録されている[3]。
2010年以降のライブでは「希望という名の光」の間奏部分で「数知れぬ人々の魂に残るように」のフレーズがインサートされて演奏されることもある。2014年1月11日放送の「KIRIN BEER "Good Luck" LIVE」にて風味堂がアンプラグド版でライブカバーしている。
4. 僕の中の少年
1986年のホンダ・インテグラのCMソングとして制作された。この曲について山下は「この曲のテーマは“少年性との訣別”。自分の中の少年性が自分の子どもへと受け継がれていくという、リインカーネーションの歌だね。コード進行としてはよくある風なんだけど、アレンジにいろいろな隠し味があって、自分で言うのもなんだけど、編曲的にはとてもよく出来た。この曲は詞・曲・編が並行してできるシンガーソングライターの強みが発揮された曲で、ほとんどデモの段階で詞も曲もアレンジも全部仕上がっていた。ある意味では、これがいちばん大作志向で、なおかつ歌詞は象徴的なものになっている。難解な詞なんて言われたけど、歌詞に明白な意味性を求めすぎるというのは、最近の良くない風潮だね。詞なんて会話のようにわかる必要なんてないんだからね。別に語彙の奇抜さだけが全てじゃないんだよ」としている。エンディングについては、ラスカルズの『夢見る若者（Once Upon a Dream）』、ザ・ビーチボーイズの『ペット・サウンズ』のような「エンディングが変ちくりんなアルバム、ああいう感じにしたかった」としている。ドラム・ロールは「どうしてもコンピュータ演奏でリアルなものを再現したい」と、当時のサンプラーの性能では限界があった中、自分のドラムを左右、強弱5段階でサンプルし、3日がかりで組み合わせて作り上げた。「馬鹿馬鹿しい凝り方」と振り返りながらも「あの時代にしかできない変な音色感が生まれて、曲とよくマッチしている」と語っている[3]。

## クレジット

### 新（ネオ）・東京ラプソディー
| - Words & Music by TATSURO YAMASHITA - ©1988 Smile Pub. | |
|                                                         | |
| 山下達郎                                                | - Computer Programming, Electric Guitar, - Electric Piano, Symthesyzers, - Harmonica & Background Vocals |
| 青山純                                                  | Drums |
| 伊藤広規                                                | Electric Bass                                                                                            |
| 浜口茂外也                                              | Percussion                                                                                               |
| JON FADDIS                                              | Trumpet Solo                                                                                             |
| 村田和人                                                | Background Vocals                                                                                        |
| 竹内まりや                                              | Background Vocals                                                                                        |

### ゲット・バック・イン・ラブ -Get Back In Love-
| - Words & Music by TATSURO YAMASHITA - ©1988 Nichion inc. & Smile Pub. | |
|                                                                        | |
| 山下達郎                                                               | - Computer Programming, Electric Guitar, - Acoustic Guitar, Synthesyzers, - Electric Sitar, Percussions & - Background Vocals |
| 青山純                                                                 | Drums |
| 伊藤広規                                                               | Electric Bass |
| 難波弘之                                                               | Acoustic PIano |

### The Girl In White -ザ・ガール・イン・ホワイト-
| - Words by ALAN O' DAY - Music by TATSURO YAMASHITA - ©1988 Smile Pub. & City Man Music | |
|                                                                                         | |
| 山下達郎                                                                                | - Drum Programming, Computer Programming, - Electric Guitar, Acoustic Guitar, - Synthesizers, Percussion, Glocken & - Background Vocals |
| 渕野繁雄                                                                                | Tenor Sax Solo |

### 寒い夏
| - Words by MARIYA TAKEUCHI - Music by TATSURO YAMASHITA - ©1988 Smile Pub. | |
|                                                                            | |
| 山下達郎                                                                   | - Drums, Synth Bass, Electric Guitar, - Acoustic Guitar, Electric Piano, - Acoustic Piano, Synthesizers, - Percussion & Background Vocals |
| 村田和人                                                                   | Background Vocals |
| 篠崎正嗣                                                                   | Strings Concert Master |
| 服部克久                                                                   | Strings Arrangement |

### 踊ろよ、フィッシュ
| - Words & Music by TATSURO YAMASHITA - ©1987 Smile Pub. |                                                                           |
|                                                         |                                                                           |
| 山下達郎                                                | - Electric Guitar, Synthesizers, - Glocken, Effects - & Background Vocals |
| 青山純                                                  | Drums                                                                     |
| 伊藤広規                                                | Electric Bass                                                             |
| 難波弘之                                                | Acoustic Piano                                                            |
| 浜口茂外也                                              | Percussion                                                                |
| 土岐英史                                                | Alto Sax Solo                                                             |

### ルミネッセンス -Luminescence-
| - Words & Music by TATSURO YAMASHITA - ©1988 Smile Pub. | |
|                                                         | |
| 山下達郎                                                | - Computer Programming, Acoustic Gutar, - Synthesizers, Electric Piano, Roland DDR-30, - Percussion & Background Vocals |
| 青山純                                                  | Drums |
| 伊藤広規                                                | Electric Bass |

### マーマレイド・グッドバイ -Marmalade Goodbye-
| - Words & Music by TATSURO YAMASHITA - ©1988 Smile Pub. |                                                                                                  |
|                                                         |                                                                                                  |
| 山下達郎                                                | - Computer Programming, Electric Gutar, - Synthesizers, Glocken, Percusion & - Background Vocals |
| 青山純                                                  | Drums                                                                                            |
| 伊藤広規                                                | Electric Bass                                                                                    |
| 難波弘之                                                | Synthesizers                                                                                     |
| 中西康晴                                                | Acoustic Piano                                                                                   |
| 渕野繁雄                                                | Tenor Sax Solo                                                                                   |

### 蒼氓（そうぼう）
| - Words & Music by TATSURO YAMASHITA - ©1988 Tenderberry Music, Inc. |                                                                                          |
|                                                                      |                                                                                          |
| 山下達郎                                                             | - Computer Programming, Electric Gutar, - Synthesizers, Percussion & - Background Vocals |
| 青山純                                                               | Drums                                                                                    |
| 伊藤広規                                                             | Electric Bass                                                                            |
| 中西康晴                                                             | Acoustic Piano                                                                           |
| 浜口茂外也                                                           | Percussion                                                                               |
| 桑田佳祐                                                             | Background Vocals(Coda)                                                                  |
| 原由子                                                               | Background Vocals(Coda)                                                                  |
| 竹内まりや                                                           | Background Vocals(Coda)                                                                  |

### 僕の中の少年
| - Words & Music by TATSURO YAMASHITA - ©1988 Tenderberry Music, Inc. | |
|                                                                      | |
| 山下達郎                                                             | - Drum Programming, Computer Programming, - Electric Guitar, Acoustic Guitar, Glocken, - Synthesizers, Hamond Organ, Percussion, - Effects & Backgroud Vocals |

### スタッフ
| - PRODUCED & ARRANGED by TATSURO YAMASHITA - for Smile Company |                                                             | |
|                                                                | except Strings Arrangement on “寒い夏” by Katsuhisa Hattori | |
| All Songs Written & Composed by Tatsuro Yamashita              |                                                             | |
|                                                                | except:                                                     | - The Words of “THE GIRL IN WHITE” Written by Alan O'Day - The Words of “寒い夏” Written by Mariya Takeuchi |

|  | quotation: | - The Passage from “東京ラプソディ” on “新（ネオ）・東京ラプソディー” - (Words / Yutaka Kadota Music / Masao Koga) - by the courtesy of The Masao Koga Music And Culture Promotion Foundation & Nippon Columbia Co. Ltd. |

|                                          |                                                                |
| Exective Producer: Ryuzo ”Junior“ Kosugi |                                                                |
| Recording Engineers:                     | - Yasuo Sato, Tamotsu Yoshida, - Toshiro Ito & Mutsumi Yoshida |
| Remix Engineer: Yasuo Sato               |                                                                |

| Assistant Engineers: | - Tatsuya Nakamura, Fumiaki Koseki - & Seiichi Yoritomi |

| Recording & Mixing Studio: | - Smile Garage - Shibaura, Tokyo |

| Additional Recording Studios:                     | - Onkio Haus, - CBS/Sony Roppongi & Studio A |
| (Disc Mastering Engineer: Mitsuru “Teppei” Kasai) |                                              |
| Disc Mastering Studio: CBS/Sony Shinanomachi      |                                              |

|                  |                                                                  |
| Management Crew: | - Satoshi Nakao (Moon Records) & - Shin Katayama (Smile Company) |

| Session Co-Ordinator: | - Reiko Kawai (Smile Company) - Makoto Ibe (CMC) |

| |
| Art Direction & Design: Kenichi Hanada |
| Illustration: Katsutoshi Shiozaki |
| Photography: Kaoru Ijima |
| |
| - Keisuke Kuwata & Yuko Hara by the courtesy of Victor / Taishita - Hiroyuki Nanba by the courtesy of BMG Victor / Air Records - Kazuhito Murata by the courtesy of TOSHIBA-EMI Ltd. |

## リリース履歴
| #  | 発売日         | リリース                  | 規格        | 品番         | 備考 |
| -- | -------------- | ------------------------- | ----------- | ------------ | --- |
| 1  | 1988年10月19日 | MOON ⁄ ALFA MOON          | LP          | MOON-28058   | |
| 2  | 1988年10月19日 | MOON ⁄ ALFA MOON          | CT          | MOCT-28044   | カセット同時発売。アナログLPと同内容。 |
| 3  | 1988年10月19日 | MOON ⁄ ALFA MOON          | CD          | 32XM-77      | CD同時発売。アナログLPと同内容。デジパック仕様。 |
| 4  | 1989年9月10日  | MOON ⁄ ALFA MOON          | GOLD-24K-CD | 38XG-3       | ゴールドCD。プラケースは通常仕様。 |
| 5  | 1991年11月10日 | MOON ⁄ MMG                | CD          | AMCM-4124    | 品番改定によるアルファ・ムーン盤の再発。 |
| 6  | 1999年6月2日   | MOON ⁄ WARNER MUSIC JAPAN | CD          | WPCV-10023   | 品番改定によるエム・エム・ジー盤の再発。 |
| 7  | 2020年11月25日 | MOON ⁄ WARNER MUSIC JAPAN | CD          | WPCL-13261   | - 『僕の中の少年 (2020 Remaster)』 - 2020年リマスター+ボーナス・トラックの計16曲収録。 |
| 8  | 2020年11月25日 | MOON ⁄ WARNER MUSIC JAPAN | 2LP         | WPJL-10132/3 | - 『僕の中の少年 (2020 Remaster)』 - 2020年リマスター音源をディスク2枚に分けて4面に収録した、重量盤180g仕様の2枚組LP。 |
| 9  | 2025年9月24日  | MOON ⁄ WARNER MUSIC JAPAN | LP          | WPJL-10261   | - 【TATSURO YAMASHITA MOON VINYL COLLECTION】 - 2025年ヴァイナル・カッティング、180g重量盤による完全生産限定。山下達郎自身によるライナー付き。アナログ盤全6タイトル購入者応募抽選特典「豪華アナログ盤収納ケース」抽選応募用シリアルコード封入。 |
| 10 | 2025年9月24日  | MOON ⁄ WARNER MUSIC JAPAN | CT          | WPTL-10010   | - 【TATSURO YAMASHITA MOON CASSETTE COLLECTION】 - 2025年リマスタリング音源使用の“2025 Edition”、完全生産限定。山下達郎自身によるライナー付き。カセット全6タイトル購入者応募抽選特典「豪華カセット収納ケース」抽選応募用シリアルコード封入。    |